# Maggi Hambling

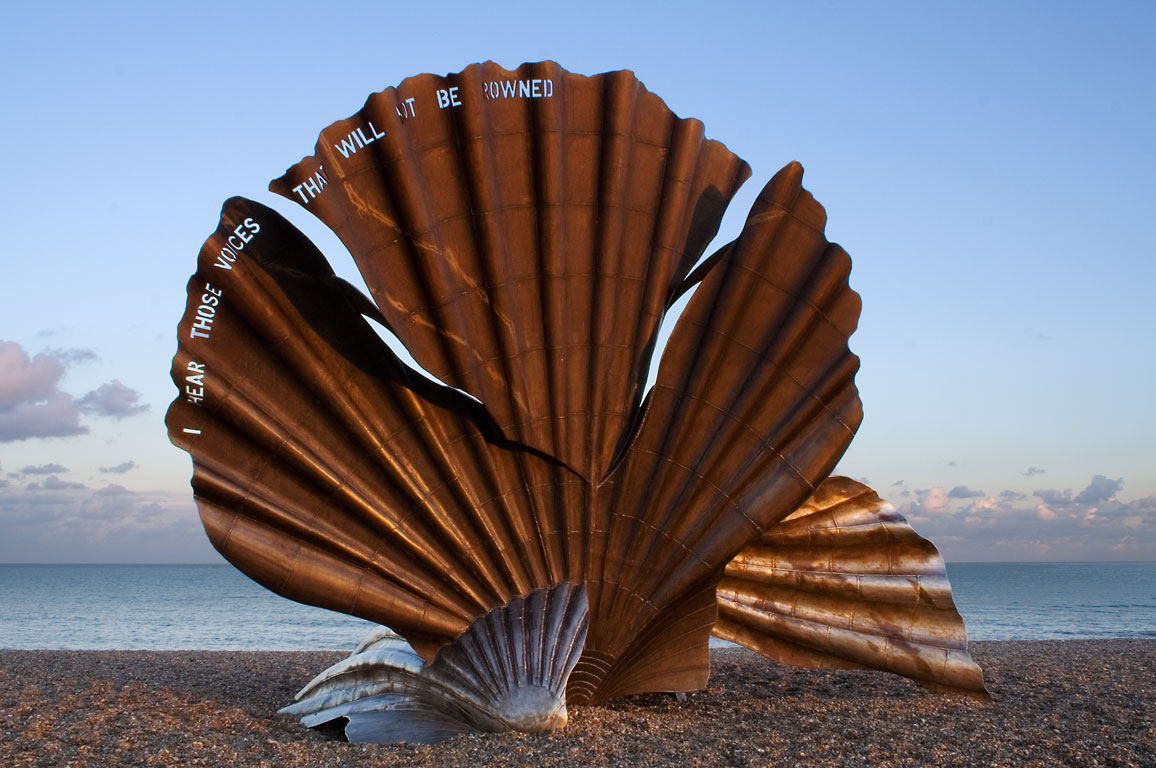
The Scallop (2003) opera di Maggi Hambling sulla spiaggia di Aldeburgh.

Maggi Hambling (Suffolk, 23 ottobre 1945) è una scultrice e pittrice inglese.

## Biografia
Dopo aver studiato con Cedric Morris, Maggi Hambling ha esposto i suoi ritratti in diverse mostre, tra cui la National Portrait Gallery.

## Opere

### Lavori più importanti

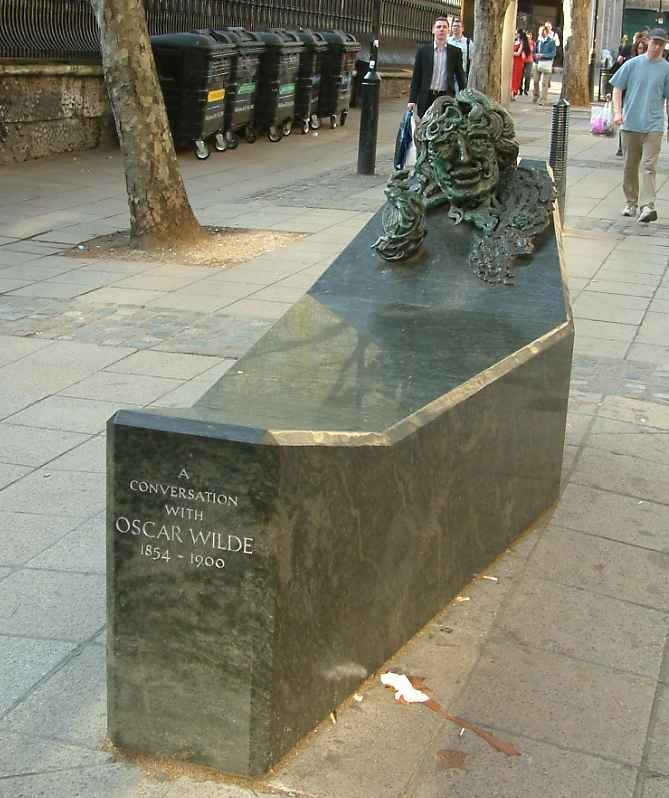
La sua celebre opera dedicata ad Oscar Wilde.

Fra i suoi lavori più conosciuti ritroviamo la realizzazione del memoriale ad Oscar Wilde dal titolo “A Conversation with Oscar Wilde” che si trova a Londra a Trafalgar Square e The Scallop una costruzione di 4 metri dedicata a Benjamin Britten che si può osservare sulla spiaggia di Aldeburgh, più volte vandalizzata già agli inizi del 2004 e oggetto di controversie.
Nel 2020 desta polemiche la scultura dedicata alla "madre del femminismo" Mary Wollstonecraft, definita dalle femministe come una «decorazione di Natale da sito porno»; le femministe si sono inoltre chieste: «Si è mai vista una statua di Dickens con le palle di fuori?». Bee Rwolatt, la presidente della società promotrice della campagna per restituire «la presenza di Mary in forma fisica», ha cercato di difendere l'opera, ma con scarsi risultati: Emily Cockn ha commentato: «Finalmente un riconoscimento pubblico che le donne nel 18º secolo erano completamente nude ed estremamente piccole»; mentre Jojo Moyes ha ironizzato con «sarebbe stato carino commemorare Mary Wollstonecraft con i vestiti addosso: non si vedono molte statue di politici maschi senza mutande». La Hambling si è difesa sostenendo che «deve essere nuda perché i vestiti definiscono le persone. Per quanto mi riguarda, ha più o meno la forma che tutte vorremmo avere».

### Sculture
Create per lo più negli anni 1993 - 1994, la Hambling utilizza il bronzo come materiale per le proprie opere con rifacimento alle piccole costruzioni tipiche degli etruschi.

### Dipinti
Oltre alla sua particolare attitudine per i ritratti e autoritratti, i suoi soggetti più frequenti sono a tema acquatico (onde marine e cascate) mentre alcuni ritraggono la luna.